# Эль-Кадмус
Эль-Кадмус (араб. القدموس‎) — небольшой город на северо-западе Сирии, расположенный на территории мухафазы Тартус. Входит в состав района Банияс. Является центром одноимённой нахии.

## История
В 1129 году, во время Первого крестового похода, крепость Эль-Кадмус была захвачена князем Антиохии Боэмундом II, однако уже в 1131 году вернулась под контроль мусульман. В 1132 году крепость была куплена исмаилитами (ассасинами). В 1273 году Эль-Кадмус был захвачен султаном Бейбарсом и, таким образом, стал частью государства Мамлюков. При этом исмаилитам удалось сохранить фактический контроль над городом.
В 1830 году эль-Кадмус был разрушен войсками вторгнувшегося в Сирию египетского военачальника Ибрагима-паши.

## Географическое положение
Город находится в северо-восточной части мухафазы, на западных склонах горного хребта Ансария, на высоте 1020 метров над уровнем моря.

Эль-Кадмус расположен на расстоянии приблизительно 31 километра к северо-востоку от Тартуса, административного центра провинции и на расстоянии 171 километра к северо-северо-западу (NNW) от Дамаска, столицы страны.

## Население
По данным официальной переписи 2004 года численность населения города составляла 5551 человек (2816 мужчин и 2735 женщин). Насчитывалось 1231 домохозяйство. В конфессиональном составе населения преобладают алавиты и исмаилиты (кадамисы).

## Транспорт
Ближайший гражданский аэропорт — Международный аэропорт имени Басиля Аль-Асада.